# Jan Swerts (muzikant)

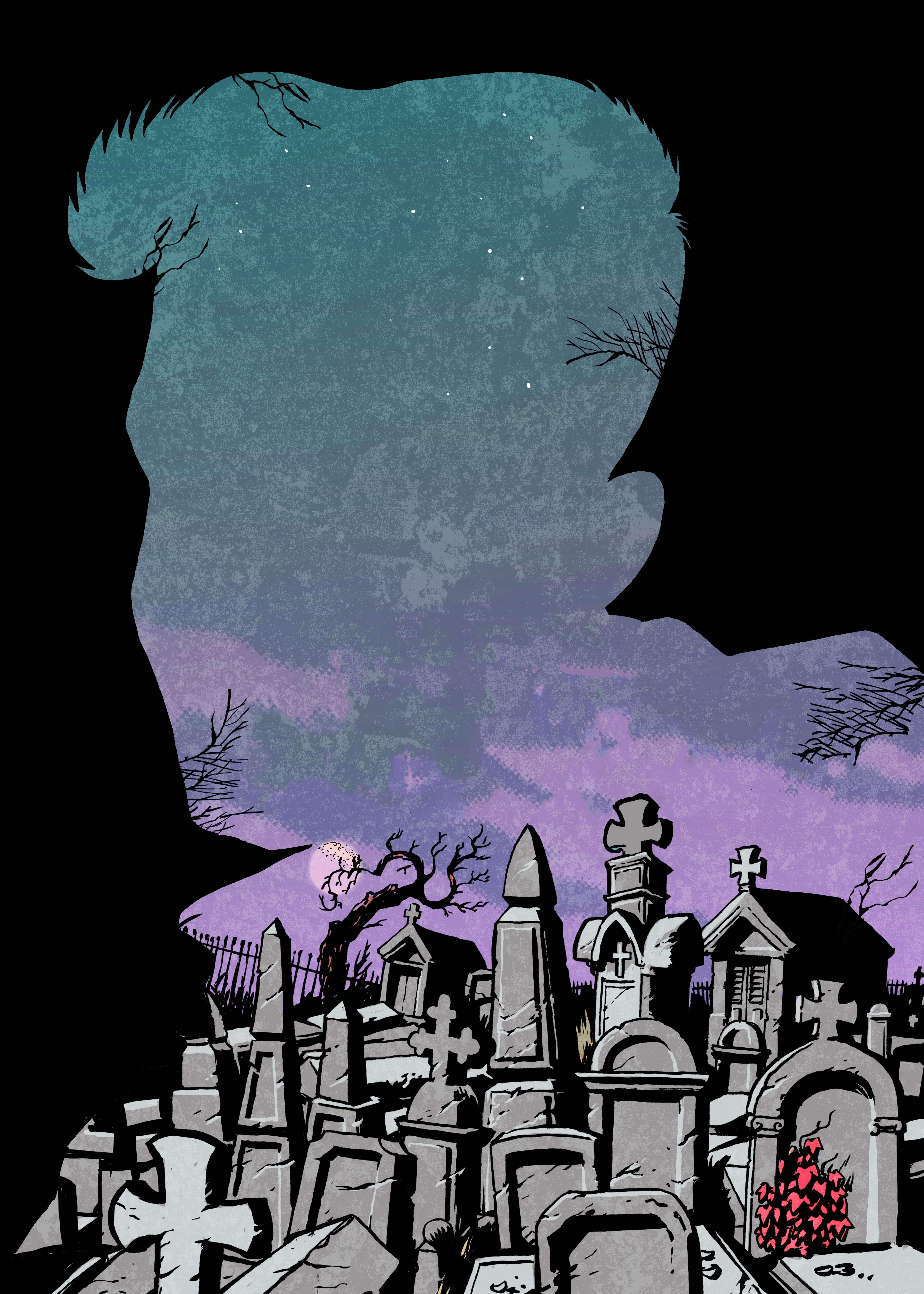
Artwork album "Oud Zeer" (2021) door Erik Kriek.

Jan Swerts is een Belgisch pianist en componist die behoort tot de neoklassieke stroming waar ook muzikanten zoals Johann Johannsson, Max Richter en Joep Beving tot worden gerekend. Tevens werkt hij als docent aan de hogeschool UCLL.
Melancholie is een steeds weerkerend gegeven in Swerts' muziek. Hij bracht zijn debuutalbum Weg uit in eigen beheer (2010). De opvolger Anatomie van de melancholie werd in 2013 uitgegeven door Universal Music en was een eerbetoon aan zijn artistieke helden, zoals Wim Mertens, Luc De Vos en Patricia de Martelaere.
Swerts lijdt aan het syndroom van Asperger waardoor hij bijzonder gevoelig is voor drukte, chaos en storende geluiden. Zijn aandoening, persoonlijke en familiale problemen in 2014-2015 (o.a. dood van zijn moeder & diagnose tourette bij zijn zoon) vormden de basis voor het album Schaduwland (2016), genoemd naar een frase uit het nummer The Sire of Sorrow van Joni Mitchell Voor dit album werd Swerts genomineerd voor de MIA's, categorie Componist en Artwork.
In 2021 bracht Swerts bij het label Unday Records het album Oud Zeer uit, een ode aan de stille pracht van kerkhoven, geïnspireerd op The Raven van Edgar Allan Poe.
Swerts schreef ook twee boeken: Een Duiker op Mars (2018) over het Syndroom van Gilles de la Tourette en De Nieuwe Stilte (2020) over de impact van geluidsoverlast op de volksgezondheid. Beide boeken schreef hij samen met journalist Lander Deweer en werden uitgegeven door Polis en Pelckmans.

## Discografie
Weg (2010)
Anatomie van de Melancholie (2013)
Schaduwland (2016)
Oud Zeer (2021)